# ブドララジン
ブドララジン（Budralazine）は、日本で過去に販売されていた血管拡張薬の一つである。2013年3月末で販売が終了した。

## 効能・効果
本態性高血圧症
血管平滑筋に直接作用して弛緩させ、血管を拡張させる。過去の「原発性アルドステロン症の診断治療ガイドライン」では、使用可能な降圧薬の一つに挙げられていた。

## 副作用
動悸、胸部不快感、頭痛、めまい、倦怠感、吐き気、腹部不快感、食欲不振、便秘、下痢、口渇、発疹、顔面潮紅 等

## 参考資料
1. ↑  “販売中止品・予定一覧 | 製品情報 | 医療関係者のための医薬品情報 第一三共 Medical Library”. www.medicallibrary-dsc.info. 2021年5月19日閲覧。
2. 1 2  “医療 薬 : ブドララジン（Budralazine） [ブテラジン錠 - 医療 Wiki]”. www.joy-mix.com. 2021年5月19日閲覧。
3. ↑  日経メディカル. “原発性アルドステロン症診療の新常識”. 日経メディカル. 2021年5月19日閲覧。